# Ashutosh Agashe
Ashutosh Dyaneshwar Agashe (* 21. Oktober 1972 in Poona, Indien) ist ein ehemaliger indischer Cricketspieler und heutiger Geschäftsmann.

## Cricketkarriere
Von 1996/1997 bis 1999/2000 spielte er First-Class- und List-A-Cricket für Maharashtra und spielte dabei unter anderem fünf Begegnungen in der Ranji Trophy.

## Geschäftsmann
Derzeit ist er Geschäftsführer von Brihan Maharashtra Sugar Syndicate Ltd.